# Massimiliano Gioni
Massimiliano Gioni (* 1973) ist ein italienischer Kurator und Kunstkritiker.

## Kurator
Gioni ist Kunstdirektor der Mailänder Nicola Trussardi Foundation und des Artist Pension Trust Berlin, zudem künstlerischer Beirat des Museums für moderne und zeitgenössische Kunst in Bozen (Museion). Er war Mitkurator der Manifesta 5 und Kurator von The Zone bei der 50. Biennale von Venedig. Er war Kurator der 55. Biennale 2013, der bisher jüngste in ihrer Geschichte.

## Kunstkritiker
Gioni war US-Herausgeber des Magazins Flash Art, schrieb für die Zeitschriften Parkett, Carnet, Charley und Domus und ist Verfasser zahlreicher Kunstbücher.